# Assimilatie (biochemie)
Assimilatie is een biochemisch proces waarbij een organische verbinding wordt opgebouwd uit eenvoudigere organische verbindingen of uit  anorganische stoffen, met name koolstofdioxide en water. Hiervoor is energie nodig.
Alle organismen vertonen assimilatie:
- Autotrofe organismen voeren assimilatie uit met energie uit de omgeving. Ze kunnen door fotosynthese (fotoautotrofe organismen, met name landplanten en algen) of chemosynthese (bepaalde soorten bacteriën) zelf energie uit de omgeving vastleggen in organische verbindingen.
- Heterotrofe organismen doen eveneens aan assimilatie, echter de energie die daarvoor nodig is, verkrijgen ze uit de dissimilatie van reeds bestaande, uit voedsel betrokken organische verbindingen (voedingsstoffen).

Het belangrijkste assimilatieproces in de natuur is de vorming van glucose en zuurstof uit water en koolstofdioxide. Dit biochemische proces is de zogenaamde fotosynthese, die aan de basis staat van de meeste voedselketens. De chemische reactie voor fotosynthese is netto:
Bovenstaande nettoreactie geeft niet het werkelijke moleculaire verloop van de reactie weer: tijdens de lichtreactie zijn nog 6 extra watermoleculen nodig. Water treedt op als reductor of elektronendonor. De zuurstofatomen van dit water eindigen in het zuurstofgas dat bij de reactie ontstaat. Tijdens de donkerreactie worden zes watermoleculen gevormd, waar dan een deel van de zuurstof uit het kooldioxide terechtkomt. De volgende formule geeft dit door middel van kleuren weer:
De glucose die bij fotosynthese ontstaat, kan een bouwsteen voor andere organische verbindingen zijn (cellulose), of gebruikt worden als brandstof. Wanneer glucose verbrand wordt heet dat dissimilatie. Het proces loopt dan ruwweg omgekeerd aan fotosynthese, er komt water, kooldioxide en (chemische) energie vrij. Beide processen verlopen via vele stappen en zijn in detail zeer verschillend.